# 卢布里亚诺
卢布里亚诺（義大利語：Lubriano），是意大利维泰博省的一个市镇。总面积16.56平方公里，人口948人，人口密度57.2人/平方公里（2009年）。ISTAT代码为056033。